# Caquetaia kraussii
Espèce
Caquetaia kraussii est un poisson Cichlidae de Colombie.

## Référence
- (de) Steindachner : Zur Fischfauna des Magdalenen-Stromes. Anzeiger der Akademie der Wissenschaften in Wien 15-12 p. 88-91. (Petenia kraussii)